# معارك ليكسينغتون وكونكورد
كانت معارك ليكسينغتون وكونكورد أول ارتباطات عسكرية للحرب الثورية الأمريكية.  تم خوض المعارك في 19 أبريل، 1775 في مقاطعة ميدلسكس، مقاطعة خليج ماساتشوستس، داخل مدن ليكسينغتون، كونكورد، لينكولن، مينوتومي (أرلينغتون الحالية) ، وكامبريدج. كانت علامة على اندلاع نزاع مسلح بين مملكة بريطانيا العظمى ومستعمراتها الثلاث عشرة في أمريكا.
في أواخر 1774 ، تبنى قادة المستعمرات حكام سوفولك في مقاومة التعديلات التي أجريت على حكومة ماستشوسيتس الاستعمارية من قبل البرلمان البريطاني في أعقاب حفل شاي بوسطن. ورد التجمع الاستعماري بتشكيل حكومة باتريوت المؤقتة المعروفة باسم مؤتمر مقاطعة ماساشوستس ودعوة ميليشيات محلية للتدرب على الأعمال العدائية المحتملة. مارست الحكومة الاستعمارية السيطرة الفعالة على المستعمرة خارج بوسطن التي تسيطر عليها بريطانيا. رداً على ذلك، أعلنت الحكومة البريطانية في فبراير 1775 أن ولاية ماساشوسيتس تمر بحالة من التمرد.
حوالي 700 من أفراد الجيش النظامي البريطاني في بوسطن، تحت قيادة اللفتنانت كولونيل فرانسيس سميث، تلقوا أوامر سرية للقبض على وتدمير الإمدادات العسكرية الاستعمارية التي تم تخزينها بواسطة ميليشيا ماساشوسيتس في كونكورد. من خلال جمع المعلومات الاستخبارية الفعال، تلقى قادة باتريوت كلمة قبل أسابيع من الرحلة الاستكشافية بأن إمداداتهم قد تكون في خطر ونقلوا معظمهم إلى مواقع أخرى. في الليلة السابقة للمعركة، تم إرسال تحذير من البعثة البريطانية بسرعة من بوسطن إلى المليشيات في المنطقة من قبل عدة فرسان، بما في ذلك بول ريفير وصموئيل بريسكوت، مع معلومات حول الخطط البريطانية. الطريقة الأولى لوصول الجيش عن طريق المياه كانت موضحة من كنيسة الشمال القديمة في بوسطن إلى تشارلزتاون باستخدام الفوانيس للتواصل «واحد إذا كان براً، اثنين إذا كان بحرا».
أُطلقت الرصاصات الأولى عند شروق الشمس في ليكسينغتون. وقُتل ثمانية من رجال الميليشيات، بما في ذلك الملازم روبرت مونرو، ثالث قائد لهم، بينما تكبّد البريطانيون إصابة واحدة فقط. كان عدد البريطانيين يفوق عدد الميليشيات مما أجبرهم على التراجع، وتقدّمت القوات النظامية نحو كونكورد، حيث انقسموا إلى فرق للبحث عن الإمدادات. عند الجسر الشمالي في كونكورد، اشتبك حوالي 400 من رجال الميليشيات مع 100 عنصر من ثلاث فرق تابعة لقوات الملك في حوالي الساعة 11:00 صباحًا، مما أسفر عن خسائر في كلا الجانبين. تراجعت القوات النظامية الأقل عددًا هن الجسر وانضمّت إلى القوة الرئيسية للقوات البريطانية في كونكورد.
بدأت القوات البريطانية مسيرة العودة إلى بوسطن بعد استكمال بحثها عن الإمدادات العسكرية، واستمر وصول المزيد من رجال الميليشيات من البلدات المجاورة. وقع إطلاق النار مرةً أخرى بين الجانبين واستمرّ طوال اليوم، بينما سارت القوات النظامية باتجاه بوسطن. عند العودة إلى ليكسينغتون، أُنقذت حملة المقدم سميث من خلال تقديم التعزيزات بقيادة العميد هيو بيرسي، الذي أصبح دوق نورثمبرلاند لاحقًا، وهو لقب مجاملة أصبح في يومنا الحاضر إيرل بيرسي. سارت القوّة المشتركة المكوّنة من حوالي 1700 رجل إلى بوسطن تحت نيران كثيفة في انسحابٍ تكتيكي ووصلت في النهاية بسلامة إلى تشارلزتاون. ثم حاصرت الميليشيات الكثيفة الطرق البرية الضيّقة المؤدّية إلى تشارلزتاون وبوسطن، وبدأت حصار بوسطن.
يصف رالف والدو إمرسون الطلقة الأولى التي أطلقها الوطنيون على الجسر الشمالي في قصيدته «ترنيمة كونكورد» بأنها «الطلقة التي سُمعت حول العالم».

## خلفيتها
أُطلق على فرقة مشاة الجيش البريطاني «المعاطف الحمراء» وأحيانًا أخرى «الشياطين» من قبل المستعمرين. احتلوا بوسطن منذ عام 1768، ودعمتهم القوات البحرية وقوات المارينز لفرض ما أطلق عليه المستعمرون «القرارات التي لا تُطاق»، والتي أقرّها البرلمان البريطاني لمعاقبة مقاطعة خليج ماساتشوستس على حادثة حفلة شاي بوسطن وغيرها من أعمال العصيان.
كان الجنرال توماس غيج هو الحاكم العسكري لولاية ماساتشوستس والقائد الأعلى للقوات العسكرية البريطانية التي يبلغ عددها نحو 3000 جندي متمركزين في بوسطن. لم يكن لديه أي سيطرة على ماساتشوستس خارج بوسطن، حيث أدى تنفيذ القوانين إلى زيادة التوترات بين أغلبية اليمينيين الوطنيين والأقلية الموالية لبريطانيا. كانت خطة غيج هي تجنّب الصراع عن طريق التخلّص من الإمدادات العسكرية التي بحوزة ميليشيات اليمين باستخدام الغارات الصغيرة والسرية والسريعة. أدى هذا الكفاح من أجل الإمدادات إلى نجاح بريطاني واحد، وإلى نجاحات عديدة للوطنيين في سلسلة من النزاعات غير الدموية المعروفة باسم «إنذار البارود». اعتبر غيج نفسه صديقًا للحرية وحاول فصل واجباته كحاكمٍ للمستعمرة، وكجنرال لقوّة احتلال. وصف إدموند بيرك علاقة غيج المتضاربة مع ماساتشوستس بقوله في البرلمان: «إن الرجل الإنجليزي هو آخر شخص مناسب على الأرض لإقناع رجلٍ إنجليزيٍ آخر بالعبودية».
كان المستعمرون يشكلون الميليشيات منذ بدايات الاستيطان الاستعماري بهدف صدّ هجمات الهنود. شهدت هذه القوات أيضًا نشاطًا في الحرب الفرنسية والهندية بين عامي 1754 و1763 عندما قاتلوا إلى جانب القوات النظامية البريطانية. بموجب قوانين جميع المستعمرات في نيو إنجلاند، كانت جميع المدن ملزمةً بتشكيل فرق الميليشيا التي تتألّف فقط من الذكور الذين يبلغون من العمر 16 عامًا فما فوق (كانت هناك عفوٌ يشمل بعض الفئات)، ويجب على المدن ضمان تسليح الأعضاء تسليحًا مناسبًا. كانت ميليشيات ماساتشوستس تخضع رسميًا لسلطة حكومة المقاطعة، لكن فرق الميليشيات في جميع أنحاء نيو إنجلاند انتخبت ضباطها. أقدم غيج على حلّ حكومة المقاطعة فعليًا وفقًا لأحكام قانون حكومة ولاية ماساتشوستس، واستخدم المستعمرون هذه الروابط القائمة بموجب مؤتمر مقاطعة ماساتشوستس بغرض مقاومة التهديد العسكري البريطاني.